# Perusia tenerata
Perusia tenerata là một loài bướm đêm trong họ Geometridae.